# Martinsyde Buzzard
Martinsyde Buzzard byl britský dvouplošný jednomístný stíhací letoun z období první světové války, vyvinutý firmou Martin & Handasyde Martinsyde Ltd. se sídlem v Brooklands.

## Vznik a vývoj
V roce 1917 vyvinula firma Martinsyde letoun Martinsyde F.3 osazený dvanáctiválcovým vidlicovým motorem Rolls-Royce Falcon III. o výkonu 275 k. Velký nedostatek těchto motorů, které byly montovány převážně do dvoumístných Bristolů F.2B, vedl k úpravě letounu a k použití osmiválcového motoru Hispano-Suiza 8 o výkonu 300 k. První prototyp F.4 poprvé vzlétl v červnu 1918. Letoun vynikal rychlostí, stoupavostí a statickou pevností, ovšem díky své robustnosti a stabilnímu motoru nedosahoval takové obratnosti jako lehké stíhačky s rotačním motorem. Přesto patřil mezi vynikající stroje konce první světové války.
Letoun byl sériově vyráběn ve dvou verzích, Mk.1 jako standardní čtyřka a Mk.1a, který byl speciálním dálkovým doprovodným stíhačem.

## Popis konstrukce
Konstrukce trupu, křídel a kormidel byla celodřevěná s plátěným potahem. Letoun byl vyzbrojen dvěma vzduchem chlazenými kulomety Vickers, synchronizovanými systémem Constantinescu, namontovanými vedle sebe na trupu před pilotem.

## Použití

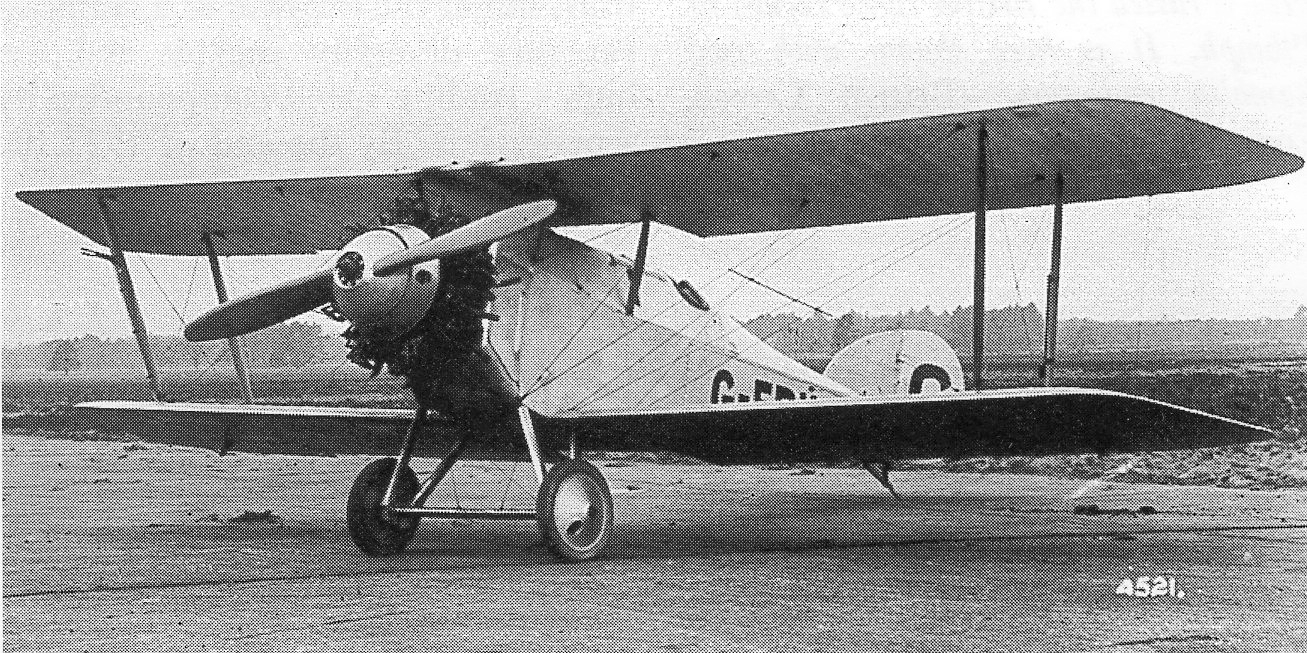
Martinsyde ADC.1

Po příměří byla výroba letounů zastavena. Část vyrobených strojů, které nebyly ještě dodány RAF, převzalo irské vojenské letectvo.[zdroj⁠?!] Jeden stroj byl jako obchodní vzorek poslán do Japonska. Asi dvacet strojů převzalo španělské letectvo a asi sto kusů pak bylo dodáno sovětskému letectvu. Pár dalších kusů zakoupilo také finské letectvo.
Asi osm kusů bylo opatřeno dvouhvězdicovým vzduchem chlazeným čtrnáctiválcovým motorem Armstrong Siddeley Jaguar a dodáno litevskému letectvu pod označením Martinsyde ADC.1.
Byla vyrobena i varianta F.4a, což byl dvousedadlový letoun s otevřenou kabinou pro pozorovatele.

## Specifikace (F.4)

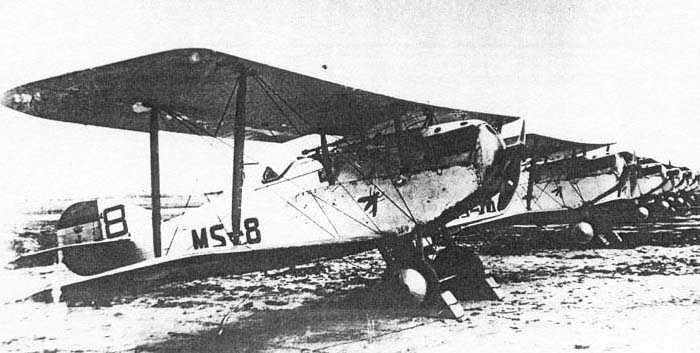
F4-5

Údaje dle

### Technické údaje
- Osádka: 1
- Rozpětí:
  - Rozpětí horního křídla: 9,9 m
  - Rozpětí dolního křídla: 9,3 m
- Délka: 7,7 m
- Výška: 3,1 m
- Nosná plocha: 29,23 m²
- Hmotnost prázdného letounu: 821,2 kg
- Vzletová hmotnost: 1087,4 kg
- Pohonná jednotka: 1 × kapalinou chlazený vidlicový osmiválec Hispano-Suiza 8[3]
- Výkon pohonné jednotky: 300 hp (220 kW)[3]

### Výkony
- Maximální rychlost: 212,7 km/h ve výšce 4572 m
- Vytrvalost: 2,5 hod.
- Stoupavost:
  - Výstup na výšku 3048 m: 7 min. 55 vt.
  - Výstup na výšku 4572 m: 14 min. 00 vt.
- Dostup: 7924 m

### Výzbroj
- 2 × synchronizovaný kulomet Vickers Mark I* ráže 7,7 mm se zásobou 770 nábojů na hlaveň[4]
- možnost instalace závěsníků pro 4 × pumu o hmotnosti 25 liber (11 kg)[4]